# 아이디어스
아이디어스(idus)는 대한민국의 수공예 제품 C2C 플랫폼이다. 어플과 PC로 이용 가능하며 직접 만든 핸드메이드 제품을 구입할 수 있다. 다른 커머스 플랫폼과 다르게 아이디어스에서는 판매자 대신 작가, 제품 대신 작품이라는 명칭을 사용, 소비자는 자신이 좋아하는 작가를 팔로우하거나 마음에 드는 수제품을 구매하는 형태로 서비스를 이용할 수 있다.
2021년 하반기 NHN DATA의 조사에 따르면 아이디어스는 10대, 20대가 설치한 전자상거래 앱 8위에 올랐다.
2020년 6월 아이디어스를 운영하는 백패커가 문화예술 창작자들의 활동을 지원하는 크라우드펀딩 플랫폼 텀블벅을 인수했으며, 2023년 7월 합병했다.